# Məzahir Rüstəmov
Məzahir İzzət oğlu Rüstəmov (eingedeutscht Mäsahir Rustamow; * 2. März 1960 in Baku, Aserbaidschanische Sozialistische Sowjetrepublik, UdSSR; † 6. August 1992 im Dorf Mutudərə, Rayon Gədəbəy, Republik Aserbaidschan) war ein aserbaidschanischer Offizier und Teilnehmer des Ersten Bergkarabachkrieges. Er wurde mit dem Titel „Nationalheld Aserbaidschans“ ausgezeichnet.

## Leben
Rüstəmov ließ sich 1978 an der Fakultät Geschichte der Staatlichen Universität Aserbaidschans (heute Staatliche Universität Baku) einschreiben. Das Studium absolvierte er 1983 mit Auszeichnung.
Ab 1986 war er als wissenschaftlicher Assistent am Lehrstuhl für Philosophie des Aserbaidschanischen Instituts für Architektur und Bauwesen (heute Architektur- und Bauuniversität Aserbaidschan) tätig. 1990 übernahm er im Ministerium für Pressewesen die Leitung der Abteilung für internationale Buchkooperationen.
Mit der Zuspitzung der Spannungen in Bergkarabach ging er im März 1992 als Freiwilliger an die Front. Er wurde zum Zugführer, stieg später zum stellvertretenden Kompaniechef auf. Im Einsatzgebiet war er nicht nur als Soldat und Ausbilder tätig, sondern übernahm auch Aufgaben als Aufklärer.
Am 5. August 1992 starteten die armenischen Einheiten einen Angriff auf die Ortschaft Mutudere der Provinz Gədəbəy. Sie setzten rund 1000 Soldaten, vier Panzer, 14 gepanzerte Fahrzeuge sowie weitere militärische Ausrüstung ein. Der Einheit von Rüstəmov ist gelungen, die Zivilbevölkerung im letzten Moment zu evakuieren. Er selbst fiel im ungleichen Gefecht. Um einer Gefangennahme zu entgehen, sprengte sich Rüstəmov mit einer Handgranate zusammen mit den herannahenden armenischen Soldaten in die Luft.
Rüstəmov wurde auf der Ehrenallee von Baku (Fəxri Xiyaban) beigesetzt. Per Beschluss des Präsidenten Aserbaidschans vom 5. Februar 1993 wurde ihm der Titel „Nationalheld Aserbaidschans“ verliehen. Er war verheiratet und hinterließ eine Tochter. Die Schule Nr. 32 in Baku trägt den Namen von Rüstəmov.